# Wittenwerder
Wittenwerder war ein Ort bei Tutow im Landkreis Demmin, der sich im Areal des Tutower Flugplatzes befand und bei dessen Bau beseitigt wurde.

## Geschichte
Die erste urkundliche Erwähnung von Wittenwerder erfolgte 1254, als Herzog Wartislaw III. von Pommern dem Kloster Dargun vier durch den Vogt von Demmin, Ulrich von der Osten, zu diesem Zweck aufgelassene Hufen übertrug. 1278 wurde Wittenwerder in einer Urkunde des Herzogs Barnims III. und 1282 in einer Urkunde des Bischofs von Cammin Hermann von Gleichen erwähnt. 1322 wurde ein Pleban zu Wittenwerder in einer Schenkungsurkunde des Ritters Hinnerk Krohn auf Ückeritz genannt. Der Ort besaß eine Kirche und bildete mit Ückeritz und Tutow eine Parochie. Seit dem Ende des 14. Jahrhunderts war der Wittenwerder im Lehensbesitz der Familie von Horn, für die die vierzehn Bauern und zwei Kossäten des Dorfes Frondienste zu leisten hatten.
Während des Dreißigjährigen Krieges wurden der Ort und die Kirche durch kaiserliche Truppen zerstört und später erneut durch schwedische Truppen geplündert. In einem Kirchenvisitationsprotokoll von 1649 wurde Wittenwerder als „bis dato ganz öde und wüst“ bezeichnet. 1684 erwarb Philipp Joachim von Parsenow Wittenwerder und weitere Dörfer der Umgebung für 22.000 Gulden. Im folgenden Jahr zahlte er der Familie von Horn 100 Reichstaler für die Übertragung der Lehnsrechte, die 1692 durch die schwedische Regierung bestätigt wurden. Bei der Schwedischen Landesaufnahme von Vorpommern wurden 1698 ein Bauernhof, eine Schäferei und wenige bewohnte Katen festgestellt.
Im Jahr 1774 kamen Wittenwerder und das benachbarte Kruckow in den Lehensbesitz der Familie von Sobeck. 1883 wurde Wittenwerder amtlich als Vorwerk geführt und zusammen mit Tutow nach Kruckow eingemeindet.
1932 wurde Wittenwerder vom Reichsluftfahrtministerium erworben. In der folgenden Zeit wurden die Bewohner in die umliegenden Dörfer ausgesiedelt. Zugunsten des Baus des Flugplatzes Tutow wurde der Ort abgetragen.